# Caroline Møller
Ne doit pas être confondu avec Caroline Graham Hansen.
Caroline Møller Hansen, née le 19 décembre 1998 à Hobro (Danemark), est une footballeuse internationale danoise. Elle joue au poste d'attaquante au Real Madrid.

## Biographie

### En club
Caroline Møller joue jusqu'en U15 avec le club de sa ville natale, le Hobro IK. Elle rejoint ensuite l'IK Skovbakken pendant un an, avant de s'envoler passer une autre année à l'IMG Academy en Floride. À son retour au Danemark, elle commence sa carrière senior au Fortuna Hjørring, qui est alors le meilleur club danois.
En 2020, après avoir marqué le but du titre face à Brøndby, elle quitte le Danemark pour rejoindre le championnat italien sous les couleurs de l'Inter Milan. En demi-finale aller de coupe d'Italie, elle marque un but et provoque un penalty pour décrocher la première victoire des interistes dans le derby milanais.
Caroline Møller rejoint le Real Madrid à l'été 2021. Après une période d'adaptation, elle marque son premier but pour la Maison Blanche face à Eibar, puis, trois jours plus tard en Ligue des champions, elle inscrit un triplé face à Breiðablik.

### En sélection
Appelée lors des matches de qualifications, elle ne fait finalement pas partie de la sélection danoise pour l'Euro 2022.

## Palmarès
Fortuna Hjørring
- Championnat du Danemark (2) :
  - Vainqueur en 2015-2016, 2017-2018 et 2019-2020.
  - Deuxième en 2016-2017 et 2018-2019.
- Coupe du Danemark (2) :
  - Vainqueur en 2015-2016 et 2018-2019.

## Style de jeu
Caroline Møller joue de préférence ailière gauche, mais peut aussi jouer en pointe ou sur le côté droit. Elle se démarque par ses qualités à la finition et dans les duels.